# Robert Blake (amiral)
Pour les articles homonymes, voir Robert Blake et Blake.
Robert Blake, né le 27 septembre 1598 à Bridgwater et mort le 17 août 1657 à Plymouth, est un officier de marine anglais du XVIIe siècle. Il est l'un des plus importants commandants militaires du Commonwealth d'Angleterre.

## Biographie
Blake est l'un des treize enfants d'un négociant de Bridgwater dans le Somerset. Après des études à l'Université d'Oxford, il avait espéré suivre une carrière universitaire, mais échoue à obtenir une place au Merton College, probablement à cause des opinions politiques et religieuses[réf. nécessaire]. Après être retourné à Bridgwater, probablement en raison de la mort de sa mère en 1638, il décide d'entrer au Parlement[réf. nécessaire].
Dans la guerre civile, il prend parti contre Charles Ier. Il devient nationalement apprécié à la suite de sa résistance lors du siège de Taunton (1645), où il fait la célèbre déclaration qu'il mangerait trois de ses quatre paires de bottes avant de se rendre. 
Il désapprouve néanmoins la condamnation du roi ; Oliver Cromwell, pour l'éloigner, le charge du commandement d'une escadre, quoiqu'il ne connût pas la mer. Il n'en obtient pas moins d'éclatants succès : il poursuit jusque sur les côtes du Portugal la flotte royale que commandaient les princes Rupert et Maurice ; fait des prises importantes, brûle presque tous les vaisseaux du prince Rupert à Carthagène et à Malaga ; réduit les îles de Scilly et de Guernesey ; résiste en 1652 aux forces supérieures des amiraux hollandais Maarten Tromp et de Michiel de Ruyter, dans la rade de Douvres et près des sables de Godwin et les chasse de Portland en 1653.
Envoyé par Cromwell, en 1654 dans la Méditerranée pour protéger le commerce anglais, il force les États de Tripoli, de Tunis, d'Alger à demander la paix. Dans une guerre avec l'Espagne (1656), il bloque Cadix, s'empare avec l'amiral Montagu, de deux flottes espagnoles chargées de trésors et les conduit triomphant en Angleterre ; mais il meurt en arrivant à Plymouth.